# La Laguna, Guanajuato
La Laguna är en ort i Mexiko.   Den ligger i kommunen Dolores Hidalgo och delstaten Guanajuato, i den centrala delen av landet, 260 km nordväst om huvudstaden Mexico City. La Laguna ligger 2 129 meter över havet och antalet invånare är 247.
Terrängen runt La Laguna är kuperad åt sydväst, men åt nordost är den platt. Runt La Laguna är det ganska tätbefolkat, med 239 invånare per kvadratkilometer. Närmaste större samhälle är Xoconoxtle el Grande, 11,4 km öster om La Laguna. I omgivningarna runt La Laguna växer huvudsakligen savannskog.